# Богачёв, Вячеслав Михайлович
Вячесла́в Миха́йлович Богачёв (29 августа 1937 года — 14 октября 2000 года) — советский и российский актёр театра и кино, режиссёр, народный артист РСФСР (1984).

## Биография
Родился 29 августа 1937 года. В 1958 году окончил актёрский факультет ГИТИСа (мастерская Н. В. Петрова, однокурсник Валентины Талызиной и Вадима Бероева) и поступил работать в театр им. Ленинского Комсомола, где проработал почти шесть сезонов. С 1964 года был актёром и режиссёром Московского театра оперетты.
Вячеслав Богачёв продолжил традиции великой плеяды комиков «Московской оперетты» — Г. М. Ярона, В. С. Володина, С. М. Аникеева, В. И. Алчевского, создав череду гротескных образов: преимущественно ярко-сатирических в советских музыкальных комедиях и обаятельно-лукавых в опереттах Ж. Оффенбаха, И. Штрауса, И. Кальмана, Ф. Легара и др. Среди лучших работ Богачёва — боярин Сапун-Тюфякин («Девичий переполох»), Наполеон («Катрин»), Кавалькадос («Поцелуй Чаниты»), Расплюев («Свадьба Кречинского»).
В качестве режиссёра осуществил постановку 4 спектаклей на сцене «Московской оперетты», а также поставил музыкальную сказку «Шиворот-навыворот» Г. Гладкова и Ю. Энтина в Театре имени Моссовета.
Участвовал в радиопостановках, занимался озвучиванием. Его работы в дубляже — это известные герои мультфильмов: профессор Нортон Нимнул из «Чип и Дейл спешат на помощь», персонажи мультсериалов «Чудеса на виражах», «Русалочка» и «Гуфи и его команда». Участвовал в озвучивании на русский язык «Черепашек-Ниндзя», где в последних сериях дублировал Микеланджело, Сплинтера и Шреддера, был русским «голосом» Винни-Пуха в одноимённом диснеевском сериале.
Был дважды женат. Первая жена — актриса Элла Бурова, их сын — оперный певец (тенор) Владимир Богачёв.
Вторая жена — Кузьмичёва З. В., дочь — Дарья.
Скончался на 64-м году жизни 14 октября 2000 года. Похоронен на 24-м участке Ваганьковского кладбища.

## Творчество

Могила Богачёва

### Роли на сцене «Московской оперетты»[6]
- «Вестсайдская история» Л. Бернстайна — Буран
- «Белая акация» И. О. Дунаевский — Яшка-буксир
- «Поцелуй Чаниты» Ю. С. Милютина — сыщик Кавалькадос
- «Конкурс красоты» А. П. Долуханяна — Тюнин
- «Цирк зажигает огни» Ю. С. Милютина — граф Лососиноостровский
- «Белая ночь» Т. Н. Хренникова — император Николай II и мещанин Пропотеевич
- «В ритме сердца» А. П. Петрова — Директор
- «Девушка с голубыми глазами» В. И. Мурадели — Генрих Шульц
- «Фиалка Монмартра» И. Кальмана — дядюшка Франсуа
- «Нет меня счастливей» А. Я. Эшпая — Сеняк
- «Весёлая вдова» Ф. Легара — Никош, барон Зетта
- «Вольный ветер» И. О. Дунаевский — Одноглазый Джек
- «Девичий переполох» Ю. С. Милютина — боярин Сапун-Тюфякин
- «Летучая мышь» И. Штрауса — Дежурный по тюрьме
- «Свадьба Кречинского» А. Н. Колкера — Расплюев
- «Пусть гитара играет» О. Б. Ферльцмана — Котик
- «Хоттабыч» Г. Гладкова — Хоттабыч
- «Неистовый гасконец» К. Караева — Рагно
- «Товарищ Любовь» В. Ильина — Швандя
- «Пенелопа» А. Б. Журбина — Лаэрт, отец Одиссея
- «Королева чардаша» И. Кальмана — Мишка
- «Свадьба с генералом» на музыку Е. Н. Птичкина — Ревунов-Караулов
- «Катрин» А. Л. Кремера — Наполеон
- «Настасья» А. Кулыгина — Перепёлкин
- «Великая герцогиня Герольштейнская» Ж. Оффенбаха — Фон Бом
- «Принцесса цирка» И. Кальмана — Пеликан
- «Джулия Ламберт» А. Л. Кремера — Джимми Ленгтон
- «Сибирские янки» («Такси в Атлантик-Сити») Ю. Взорова — Мишка
- «Холопка» («Крепостная актриса») Н. М. Стрельникова — граф Кутайсов

### Режиссёрские работы
Московский театр оперетты
- 1986 — «Касатка» В. Чернышёва
- 1990 — «Принцесса цирка» И. Кальмана
- 1992 — «Сокровища капитана Флинта» Б. Савельева
- 2000 — «Марица» И. Кальмана

Театр имени Моссовета
- 1995 — «Шиворот-навыворот» Г. Гладков, Ю. Энтин

### Фильмография
1. 1959 — Жестокость — сотрудник угрозыска
2. 1973—1983 — Вечный зов — полицай (15 серия)
3. 1976 — 12 стульев — дворник дома № 7
4. 1976 — Пока бьют часы — король Кроподин I
5. 1980 — Полёт с космонавтом — переводчик, преподаватель педагогического училища
6. 1989 — Чёрный принц Аджуба / Ajooba (СССР, Индия) — продавец кинжалов
7. 1992 — Мелочи жизни — Алик, парикмахер (3-я серия «Очень буржуазное кино»)

### Озвучивание мультфильмов
1. 1974 — Приключения Мюнхаузена. Чудесный остров — барон Мюнхгаузен (вокал)
2. 1976 — Весёлая карусель № 8. Почему у льва большая грива? — Журавль
3. 1976 —  На лесной тропе — Лис
4. 1978 — Подарок для самого слабого — Дятел-почтальон
5. 1979 — Вовка-тренер — инопланетяне Чуни-Муни
6. 1980 — Фитиль № 213 (сюжет «Му-му») — изобретатель
7. 1980 — Фитиль № 214 (сюжет «Шайбу, шайбу») — Семён Семёнович / один из вымогателей
8. 1980 — Фитиль № 220 (сюжет «Трах-тиби-дох!») — джинны / работник
9. 1981 — Бездомные домовые — домовой Ероша
10. 1982 — Рыбья упряжка — старик / ворон Кутх
11. 1982 — Лиса Патрикеевна — Баран
12. 1983 — Попался, который кусался! — Лис
13. 1983 — Фитиль № 257 (сюжет «С лёгким паром») — начальник НИИ
14. 1984 — Фитиль № 262 (сюжет «Деревенский детектив») — скульптор-любитель
15. 1984 — Про Фому и про Ерёму — все роли
16. 1984 — Переменка № 3. Алхимик — Кот
17. 1984 — Ночной цветок — дедушка Полкан
18. 1985 — Фитиль № 275 (сюжет «Осторожно! Пришельцы...») — тощий алкоголик
19. 1987 — Лесные сказки. Фильм второй — Бобёр / Ёж
20. 1987 — Приключения пингвинёнка Лоло — браконьер
21. 1987 — Ромка, Фомка и Артос (1 серия) — текст от автора (в титрах не указан)
22. 1988 — Таракан — Таракан
23. 1988 — Как прекрасно светит сегодня Луна — текст от автора и все роли
24. 1990 — Комино — шаман
25. 1990 — Невиданная, неслыханная — злой колдун
26. 1991 — Маленькая колдунья — продавец / ведьма, потребовавшая сделать «из одного два»
27. 1991 — Ванюша и космический пират — принц из созвездия Близнецов
28. 1991 — Кладезь мудрости — текст от автора и все мужские роли
29. 1991 — Мисс Новый год — Заяц, ведущий конкурса
30. 1993 — Весёлая карусель № 25. Гололедица — все роли
31. 1994 — Весёлая карусель № 27. Подлёдный лов — текст от автора
32. 1995 — Весёлая карусель № 28. Не бывает — текст от автора / профессор
33. 1995 — Тройная уха — текст от автора / профессор
34. 1996 — Весёлая карусель № 30. Храбрый король — текст от автора
35. 1998 — Попались все... — Лис

## Признание и награды
- 1974 — Заслуженный артист РСФСР
- 1984 — Народный артист РСФСР
- 1998 — Орден Почёта (27 ноября 1998 года) — за многолетнюю плодотворную деятельность в области театрального искусства[7]